# Claire Doutriaux
Claire Doutriaux est une réalisatrice et présentatrice de télévision française, née le 10 février 1954 à Valenciennes (Nord).
Elle est notamment connue pour gérer un atelier de recherche chez Arte France et pour être la réalisatrice de l'émission Karambolage toujours pour Arte, diffusée le dimanche à 19 h 30.

## Biographie
Claire Doutriaux étudie la germanistique et l'économie à Paris. En 1974 elle se rend à Hambourg où elle dirige deux cinémas d'art et d'essai. Elle tourne dans les années 1980 des documentaires. En 1986, elle rejoint La Sept, l'ancêtre de la chaîne de télévision Arte, pour laquelle elle revient en France en 1990. Après avoir travaillé au département des films documentaires et au magazine Brut, elle dirige à partir de 1998 l'« Atelier de recherche » d'Arte France qui présente à compter de 2004 l'émission Karambolage qu'elle a conçue.

## Distinctions

### Récompenses
- 1989 : prix franco-allemand du journalisme pour Ich sage nichts, WDR, La Sept[2]
- 2006 : prix Adolf-Grimme dans la catégorie des « spéciaux »[3]

### Décoration
- 2017 :  Chevalière de la Légion d'honneur[4]
- 2022 :  Officière de l'ordre national du Mérite[5]